# Quốc lộ 48
Quốc lộ 48 là một tuyến giao thông đường bộ cấp quốc gia, nằm hoàn toàn trong tỉnh Nghệ An, Việt Nam.

## Lộ trình
Quốc lộ 48 có 2 nhánh:
- Nhánh 1: Điểm đầu tại Quốc lộ 1, Yên Lý, huyện Diễn Châu. Điểm cuối tại Cửa khẩu Thông Thụ, xã Thông Thụ, huyện Quế Phong và dài 160 km.[1]
- Nhánh 2: Điểm Ngã 3 Phú Phương. Điểm cuối thị trấn Kim Sơn dài 10 km.

### Quốc lộ 48 đoạn tránh thị xã Thái Hoà
Quốc lộ 48: Điểm đầu tại Km 31+500, QL48, điểm cuối Km 41+500 QL48, dài 11 km.

## Quốc lộ 48B
Quốc lộ 48B: Điểm đầu tại Cảng Lạch Quèn, xã Quỳnh Thuận, huyện Quỳnh Lưu. Nút giao với Quốc lộ 1 tại Ngã tư TT. Cầu Giát thuộc thị trấn Cầu Giát, huyện Quỳnh Lưu. Điểm cuối tại Quốc lộ 16, xã Quỳnh Châu, huyện Quỳnh Lưu với chiều dài 25 km.